# Новокузнецкая организованная преступная группировка
Новокузнецкая ОПГ — крупная организованная преступная группировка, орудовавшая в городах Новокузнецк и Москва в начале 1990-х годов.

## История создания
Группировка практически полностью состояла из бывших спортсменов. Бурные социально-экономические потрясения начала 1990-х годов отодвинули проблему физкультуры и спорта на задний план. Профессиональный спорт мог принять лишь незначительную часть ведущих спортсменов, поэтому многие бывшие спортсмены, не имевшие никакой реальной профессии, оставшись без средств к существованию, ушли в криминал.
В начале 1990-х годов в Новокузнецк, предприятия которого профилировались в основном на добычу и переработку угля и металла, потекли огромные средства, оживилась торговля и сфера обслуживания. Продукция новокузнецких предприятий стала привлекать внимание только появившихся тогда бизнесменов, деятельность которых контролировал криминальный мир.
Первоначальным лидером ОПГ был Владимир Анатольевич Лабоцкий, мастер спорта СССР, один из представителей небезызвестной новокузнецкой школы вольной борьбы. Вокруг себя он сплотил своих бывших коллег-спортсменов. «Правой рукой» Лабоцкого стал Игорь Шкабара, также бывший спортсмен. Впоследствии он, заключив фиктивный брак, взял фамилию жены и стал Игорем Барыбиным. Своеобразным учебным пособием для будущих бандитов являлись фильмы о чикагской мафии Аль Капоне. По сути дела, иерархическая структура и внутренние порядки были скопированы с этих фильмов.

## Новокузнецкий период деятельности ОПГ
ОПГ начала подниматься в эпоху так называемого «бартера», когда зарплату работникам предприятий выдавали либо продукцией, либо дешёвой импортной техникой. На крупнейшем предприятии Новокузнецка, Кузнецком Металлургическом Комбинате, являвшимся крупнейшим в стране производителем рельсового проката, Лабоцкий и его бригада организовали свои пункты, куда работники предприятий за бесценок сдавали полученную ими в качестве зарплаты технику, а впоследствии бандиты продавали их в городе по завышенной в несколько раз цене. Внешне всё выглядело абсолютно законно.
По окончании эпохи «бартера» Лабоцкий и его команда переключились на так называемый «рэкет». Действовали спортсмены безжалостно — не давали никаких скидок, поблажек и отсрочек. Одному предпринимателю, не успевшему расплатиться в срок, отрубили туристическим топориком ступню ноги, а когда тот всё же расплатился, получил в подарок инвалидный автомобиль.
Не желавших делиться с бандитами коммерсантов ждала неминуемая расправа. Многие из новокузнецких убийств тех лет приписывали именно группировке Лабоцкого.

## Московский период деятельности ОПГ
Лабоцкий с большей частью своей ОПГ уехал из Новокузнецка в Москву с целью занять место в криминальном мире столицы. Вскоре они получили в своё владение достаточно крупную территорию. Действовали спортсмены по той же схеме, что и в Новокузнецке. Вместе с тем, часть группировки осталась в родном городе с целью обеспечения контроля над ним.
8 января 1993 года Барыбин со своими сообщниками Поветкиным и Гнездичем ворвались в спортзал, где занимались спортом члены конкурентной им ОПГ, и расстреляли их из автоматов. Было убито 3 человека, ещё 3 — ранено.
Вскоре в ОПГ возник заговор. Барыбин решил единолично захватить власть в группировке и разработал план по физическому устранению Лабоцкого. Однако он не предполагал, что его квартира прослушивалась лично шефом, который не доверял никому. Решив действовать на опережение, Лабоцкий подготовил пластиковую взрывчатку с часовым механизмом, спрятал её на своём теле под одеждой и назначил Барыбину встречу на Ленинском проспекте на 21 июля 1994 года. Однако часовой механизм неожиданно сработал, и Лабоцкий сам погиб в результате взрыва. Потрясённый Барыбин чудом успел уехать с места происшествия до приезда милиции.
После этого Барыбин в течение двух недель уничтожил всех преданных прежнему лидеру ОПГ членов: сначала своего партнёра по силовым акциям Гнездича, которого он убил выстрелом в глаз в его квартире (согласно другому источнику, пуля вошла жертве в висок и вышла через щеку), а затем неких Кривицкого и Кондрашова, расстрелянных на глазах у семьи Барыбина и брошенных на пустыре завёрнутыми в простыню.
Барыбин продолжил деятельность ОПГ. Им было создано подразделение киллеров, занимавшееся отстрелом московских конкурентов. Оружие киллерам доставляли специально нанятые не привлекавшие особого внимания люди, как правило, девушки. Всего на счету бандитов по меньшей мере 20 убийств в Москве. Таким напором они сумели на время даже потеснить знаменитую Люберецкую ОПГ и заставили считаться с собой Солнцевскую ОПГ.
При Барыбине ОПГ взяла под свой контроль ряд московских казино, баров, магазинов. Воодушевлённые таким ходом дел, «новокузнецкие» взялись убивать даже воров в законе и своих бывших коллег-спортсменов. Так, 7 февраля 1994 года членами банды был убит основатель и президент «лиги кикбоксинга КИТЭК» Юрий Ступеньков, также уроженец Новокузнецка. Были данные и о причастности Новокузнецкой ОПГ к убийству братьев Квантришвили, также известных в прошлом спортсменов. По иронии судьбы, их могилы находятся рядом с могилой Владимира Лабоцкого.

## Аресты, следствие и суд
На след Барыбина помогла выйти случайность. На простынях, в которые были завёрнуты тела Кривицкого и Кондрашова, осталась бирка с номером. Следствием был проделан большой объём работ по поиску квитанций в московских химчистках. Когда искомая квитанция была обнаружена, следствие вышло на Игоря Барыбина, сдававшего ранее эти простыни в химчистку. Когда из Новокузнецка были присланы фотографии членов Новокузнецкой ОПГ, все убитые и Барыбин были опознаны. Решено было провести одновременные аресты в Новокузнецке и Москве.
В 1995 году были арестованы 39 активных членов ОПГ во главе с Барыбиным. В двух городах у преступников было изъято большое количество оружия, только опись и систематизация которого заняла у следственной бригады целую неделю. Большинство членов ОПГ, в том числе и её лидер показания давать отказывались.
Тем не менее, бандитам было предъявлено обвинение в 50 эпизодах преступной деятельности, в том числе в совершении 27 убийств и 9 покушений на убийство.
В 1999 году состоялся первый процесс по делу ОПГ. Пяти её членам грозила смертная казнь, однако бандитов, арестованных в 1995 году, судили по старому УК, а по нему максимальной мерой наказания после её отмены было 15 лет лишения свободы. Такой срок получил лишь Барыбин-Шкабара, его ближайшие сподвижники — от 3 до 14 лет.
В 2002 году состоялся второй процесс по преступной деятельности ОПГ. Бандитов судили за нападение на спортзал 8 января 1993 года. Поветкин получил 8 лет 3 месяца лишения свободы. Барыбину оставили прежний приговор — 15 лет лишения свободы.
В 2012 году один из участников из бывших ОПГ, Андрей Елисеев уже после отсидки за убийства совершенные им будучи членом банды, снова совершил убийство. Им был убит ректор Государственного университета сервиса и экономики Александр Викторов. Убийство было совершено по заказу Василия Соловьева, проректора того же университета где работал убитый, с целью избавиться от человека который мог уличить Соловьева в крупных хищениях средств университета. За это убийство Елисеев получил 13 лет заключения в колонии строгого режима, Соловьеву же удалось скрыться, но он получил 18 лет заочно и находится в розыске.

## В культуре
Деятельности ОПГ Лабоцкого-Шкабары (Барыбина) посвящены документальные фильмы, такие как:
- «Синдикат убийц» из цикла «Криминальная Россия»;
- «Время расплаты» из цикла «Документальный детектив» В.Е. Микеладзе.

Также про деятельность банды упоминает в своей книге «Москва бандитская» Николай Модестов. 